# P/2014 V1 (PANSTARRS)
P/2014 V1 (PANSTARRS) — одна з короткоперіодичних комет родини Юпітера. Комета була відкрита 9 листопада 2014 року і мала 20.1m на час відкриття.